# Peltodytes intermedius
Peltodytes intermedius — вид жуков из семейства плавунчиков.

## Распространение
Распространён в Приморском крае, а также в Японии (на островах Хоккайдо, Хонсю, Сикоку, Кюсю), на полуострове Корея, северо-востоке и востоке Китая.

## Описание
Жук длиной 3,5—4 мм. Бедренные покрышки с коротким узко заострённым зубцом. Межтазиковый отросток переднегруди окаймлён на боках.